# Adda Bentounes
Pour les articles homonymes, voir Bentounes.
Le cheikh hadj Adda Bentounes est un maître spirituel musulman (1898-1952), disciple et successeur du cheikh Ahmad Al-Alawi le fondateur de la confrérie soufie alawiyya de Mostaganem (Algérie).

## Sources
- Cheikh Khaled Bentounes, Soufisme l'héritage commun, Centenaire de la voie soufie alawiyya (1909-2009), Zaki Bouzid éditions, 2009
- Cheikh Adda Bentounes, La Fraternité des cœurs, éditions du Relié, 2003
- Le Chœur des prophètes, enseignements soufis du Cheikh Adda Bentounes, collection spiritualités vivantes, Albin Michel, 1999
- Jean Biès, Voies de sages, douze maîtres spirituels témoignent de leur vérité, éditions Philippe Lebaud, 1996